# Scopula parasira
Scopula parasira är en fjärilsart som beskrevs av Edward Meyrick 1889. Scopula parasira ingår i släktet Scopula och familjen mätare. Inga underarter finns listade.